# Тверская епархиальная православная средняя общеобразовательная школа во имя святителя Тихона Задонского
Частное образова́тельное учрежде́ние Тверска́я епархиа́льная правосла́вная сре́дняя общеобразова́тельная шко́ла во и́мя святи́теля Ти́хона Задо́нского
расположена в Пролетарском районе города Твери.

## История Школы
Школа открыта в 1994 году. В 1997 году состоялся первый выпуск учеников 11 класса. Школа названа в честь святителя Тихона Задонского — ректора Тверской Семинарии (1959 год).
В 2007 году ученица 11 класса Беговатова Марина заняла 2 место во Всероссийской олимпиаде по русскому языку.
В 2009 школе исполнилось 15 лет. На юбилее присутствовали глава города, представители городской администраци и архимандрит Закхей (Вуд), настоятель храма св. вмц. Екатерины Представительства Православной Церкви в Америке.
В январе 2012 школу посещали митрополит всей Америки и Канады Иона, архимандрит Закхей (Вуд), епископ Мелхиседек.

## Образование
В школе осуществляется образование с 1 по 11 класс. Выпускникам выдаются аттестаты государственного образца.  
Кроме общеобразовательных предметов изучаются дополнительные: Основы православной веры, Церковная гимнография, История Церкви, Церковное пение, Церковнославянский язык. 

## Школьный храм
В школе расположен храм во имя святитиля Тихона Задонского. Перед началом уроков там проходит утренняя молитва, а на престольный праздник и в среду Светлой седмицы совершается литургия. Учащиеся сами читают и поют на клиросе, прислуживают в алтаре. 1 сентября и в день последнего звонка проходит молебен.

## Иконописная мастерская
Иконописная мастерская существует в школе с 2003 года. Каноническая иконопись на основе древнерусской живописи. Выполняются иконы для храмов и частных лиц.